# 포드 머스탱 마하-E
포드 머스탱 마하-E(영어: Ford Mustang Mach-2)는 포드의 배터리 전기 소형 크로스오버 SUV이다. 2019년 11월 17일에 출시되었으며, 2020년 12월에 2021년형으로 판매가 시작되었다. 마하-E는 포드 머스탱 시리즈의 일부로, 2021년 북미 올해의 SUV상을 수상하였다.

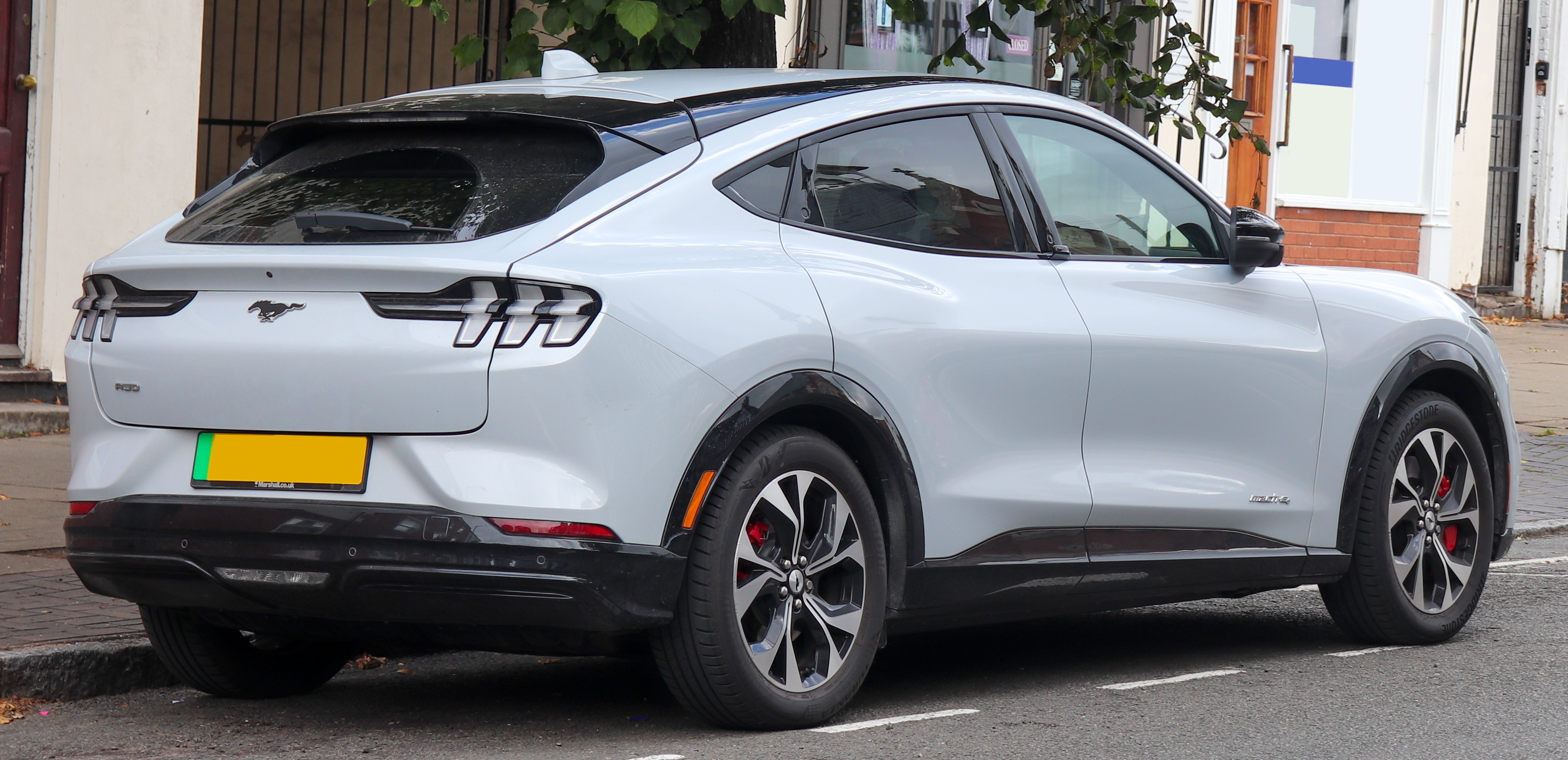
후면

## 개요
마하-E에는 문을 여는 버튼이 있고, 문 손잡이 대신 앞문에 작은 문 손잡이가 튀어나와 있다. 스마트폰이나 B필러에 내장된 키패드를 키로 사용할 수 있다. 실내에는 넓은 대시보드와 내장 사운드바가 있다. 대시보드에는 수직으로 장착된 15.5 인치 (39 cm) 모니터와 회전 다이얼이 장착된 터치스크린 인포테인먼트 시스템이 있으며, 운전자 디지털 클러스터, 스티어링 휠에는 여러 개의 물리적 버튼이 있다. 머스탱 마하-E는 4세대 포커스와 3세대 쿠가/4세대 에스케이프와 공유하는 C2 플랫폼을 대폭 개량한 버전인 글로벌 일렉트리파이드 1(GE1) 플랫폼을 사용한다. 후면에는 29 세제곱피트 (821 L)의 용량을 제공하는 전통적인 화물 공간이 있다. 및 4.8 세제곱피트 (136 L) 후드 아래 방수 트렁크가 있으며, 가정용 AC 충전기 또는 최대 150W의 DC 고속 충전기로 충전이 가능하다.